# Sân bay Gonggar Lhasa
Sân bay Lhasa Gonggar (拉萨贡嘎机场) (IATA: LXA, ICAO: ZULS) là một sân bay phục vụ thành phố Lhasa, Tây Tạng, Cộng hòa Nhân dân Trung Hoa. Sân bay này nằm cách Lhasa 45 km về phía nam, bên bờ sông Yarlung Zangbo.

## Sơ lược
Lhasa Gonggar nằm ở độ cao trên 3500 mét trên mực nước biển, là một trong những sân bay nằm ở khu vực có độ cao nhất trên thế giới. Đường cất hạ cánh của sân bay này dài 4000 m được thiết kế để tiếp nhận máy bay thân rộng trong bầu không khí loãng của Tây Tạng. Sân bay này bắt đầu hoạt động năm 1956 với các chuyến bay nối với Bắc Kinh và Thành Đô tháng 3 năm 1956. Nhà ga được mở rộng năm 2004.

## Các hãng hàng không và các tuyến điểm
- Air China (Bắc Kinh, Thành Đô, Trùng Khánh, Kathmandu, Qamdo, Tây An, Xining)
- China Southern Airlines (Trùng Khánh, Quảng Châu, Lệ Giang)
- Hainan Airlines (Tây An)
- Shenzhen Airlines (Trùng Khánh, Thâm Quyến)
- Sichuan Airlines (Thành Đô)